# Craig Buck
Craig Werner Buck (ur. 24 sierpnia 1958 w Los Angeles) – amerykański siatkarz, środkowy. Dwukrotny złoty medalista olimpijski.
Mierzący 203 cm wzrostu zawodnik studiował na Pepperdine University. W 1984 wspólnie z kolegami zwyciężył na igrzyskach rozgrywanych w swojej ojczyźnie. W 1986 został mistrzem świata, a w 1988 w Seulu Amerykanie potwierdzili dominację. Grał we Włoszech.
W 1998 roku nominowany do amerykańskiej galerii sław siatkarskich – Volleyball Hall of Fame.